# Oumar Bakari
Oumar Bakari (Montreuil-sous-Bois, 30 april 1980) is een Franse voetballer van Ivoriaanse origine die anno 2006 voor het Belgische Sporting Charleroi speelt.

## Carrière
Bakari genoot zijn opleiding bij het Franse Le Mans UC, maar wist daar nooit door te breken in het eerste elftal. Daarom maakte hij in 1998 een stap terug, met een transfer naar amateurclub ES Wasquehal. Na vier seizoenen maakte hij weer promotie: hij werd opgemerkt door eerstedivisieclub OGC Nice, en werd voor het seizoen 2002-2003 ingelijfd bij de club. Hij speelde er echter maar 7 wedstrijden in 2 seizoenen.
Het daaropvolgende seizoen was hij te vinden op het veld van toenmalig tweededivisionist Stade Lavallois. Ook hier kwam hij maar tot 7 optredens.
Nadat het daaropvolgende seizoen, bij SM Caen, ook niet verliep zoals hij had gehoopt (8 wedstrijden), tekende hij voor het seizoen 2006-2007 bij Charleroi, waarmee hij de zesde speler van Afrikaanse afkomst bij de Zebra's werd.